# Aba II
Aba II (VII secolo – 751) è stato un vescovo cristiano orientale siro, vescovo di Kaskar, metropolita di Seleucia-Ctesifonte e patriarca della Chiesa d'Oriente dal 741 al 751.
Le poche fonti biografiche disponibili sono costituite dal Chronicon ecclesiasticum di Barebreo e dalle storie ecclesiastiche degli scrittori nestoriani Mari (XII secolo), ʿAmr (XIV secolo) e Sliba (XIV secolo).

## Biografia
Allievo di Gabriel Arya, si era dedicato elle letture di testi di letteratura ecclesiastica e di dialettica, curando un commentario egli scritti di Giovanni il teologo. Barebreo narra che nel 741 d.C. succedette a Pethion come reggente della scuola di Seleucide-Ctesifonte il cui clero mobilitò ingenti risorse finanziarie pur di farlo rimuovere dall'incarico. Si trasferì allora in un monastero vicino a Šaškar nel quale rimase per circa un lustro.
Nel frattempo, in Palestina si era instaurato il califfato arabo degli Omayyadi, mentre in Oriente aveva avuto inizio quello abbaside. Nel 746 d.C., fece ritorno a Ctesifonte dove riottenne la sua precedente posizione, nella quale rimase per ulteriori dieci anni.
Si spense poco più che centenario e fu sepolto in Seleucia.